# Corriente del Bajo
La Corriente del Bajo (Deeping Stream en el original inglés) es un río ficticio en la Tierra Media, creado por el escritor británico J. R. R. Tolkien para los escritos de su legendarium. Nace en las Montañas Blancas en las estribaciones del Thrihyrne, uno de los picos más altos de dichas montañas, y ondea «a los pies de Cuernavilla y fluía luego por una garganta a través de una ancha lengua de tierra verde que descendía en pendiente desde la Puerta hasta el Abismo. De ahí caía en el Valle del Bajo y penetraba en el Valle del Folde Oeste». Rodea las fortificaciones de Cuernavilla, al lado de lo que se conoce como el Muro del Bajo, formando una defensa natural; y la explanada para subir hasta las puertas de la fortaleza pasa sobre el río. Durante un trecho de varias millas corre paralelo al camino que desde Cuernavilla se une al Camino Norte-Sur hacia los Vados o hacia Edoras. 
Aunque en los mapas publicados no está señalado el río ni su desembocadura, en un pasaje tachado del manuscrito del borrador del capítulo sobre el Abismo de Helm, Tolkien escribió que la Corriente del Bajo «lejos al norte se une al Isen y establecía la Línea de la Marca Oriental»; posiblemente desembocando al sur de los Vados del Isen.
En la Guerra del Anillo, en la Batalla de Cuernavilla, un grupo de hombres del Folde Oeste guiados por Gamelin y acompañados por Gimli embalsaron por poco tiempo la corriente a los efectos de evitar el ataque orco a la puerta de la fortaleza.